# Kloster im Reuental

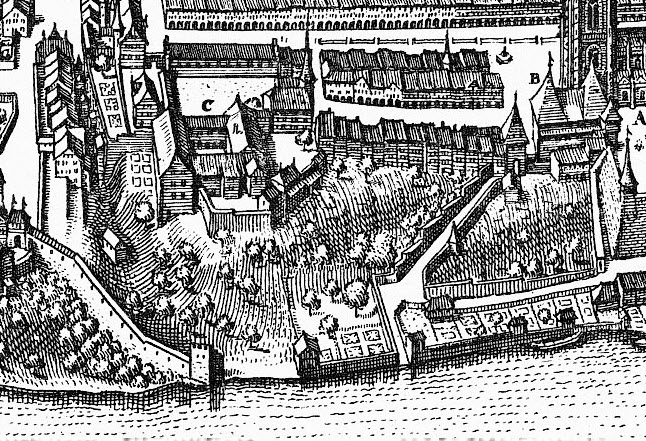
Das Reuental in Bern, unterhalb der Lateinschule (C), der Spittel (am untern Bildrand in der Mitte des Ausschnitts), sowie das dritte Deutschordenshaus (B). Ausschnitt aus dem Stich von Matthäus Merian, nach Joseph Plepp (1638).

Das Kloster im Reuental (im Rüwental) war ein Beginenhaus und von 1342 bis 1427 ein Deutschordensschwesternhaus in Bern.

## Geschichte
Die bernischen Deutschen Frauen waren der Deutschordenskommende in Bern inkorporiert, dem Pleban des Ordens zu Gehorsam verpflichtet. Zum Zeitpunkt der Aufhebung des Schwesternhauses «im Reuental» 1427 befand sich dieses am westlichen Ende des Deutschordenshauses an der Unteren Herrengasse. Als Reuental oder Rüwental wurde in Bern der Ausläufer des ehemaligen Gerberngrabens, das heutige Gebiet unterhalb des nördlichen Brückenkopfes der Kirchenfeldbrücke bezeichnet. Das bernische Schwesternhaus des Deutschen Ordens entstand 1342 durch Zusammenlegung dreier bestehender Samnungen (Beginenhäuser), eine davon wurde 1301 als Samnung am Pfarrkirchhof bezeichnet. Eines der Häuser trug zu diesem Zeitpunkt wohl bereits den Namen «im Reuental» und dürfte sich in dem bis heute als Spittel (Aarstrasse 62) bezeichneten Haus am Aareufer, am unteren Ende des Reuentals befunden haben. Die Ordensschwestern dürften sich in erster Linie mit der Pflege von Kranken und der Armenfürsorge beschäftigt haben.
Mit der Aufhebung gingen die gottesdienstlichen Verpflichtungen der Schwestern auf die Kommende Bern über. Durch den Bau des Berner Münsters musste das Deutschordenshaus abgerissen werden. Der Neubau des Hauses erfolgte teilweise auf der Hofstatt der Schwestern. Die letzte Ordensschwester Margaretha Zehnder wurde mit einem Leibgedinge abgefunden.

## Liste der Meisterinnen
- Anna von Seedorf, belegt 1342/43
- Katharina von Hallwyl[8], belegt 1346–1356
- Verena von Önz, Witwe des Rudolf Kerren[9]
- Greda Colatin, belegt 1365